# Altdorf (Babenhausen)
Altdorf ist eine Wüstung und war ein Dorf in der heutigen Gemarkung von Babenhausen im südhessischen Landkreis Darmstadt-Dieburg.

## Lage
Die Wüstung liegt ca. 1,5 km südlich der Altstadt von Babenhausen, 129 m über NN. Altdorf lag in etwa dort, wo sich heute das Einkaufs- und Gewerbegebiet von Babenhausen südlich der Bundesstraße 26 befindet.

## Geschichte
Seine Ersterwähnung erfolgt 1176, als der Abt des Klosters Fulda den Verkauf von Gütern in Altdorf an Kuno I. von Münzenberg bestätigt. Im Mittelalter recht bedeutend, war es Sitz eines Land- und Zentgerichts und besaß eine eigene Pfarrei. Entweder durch die Mitgift der Adelheid von Münzenberg bei ihrer Heirat mit Reinhard I. von Hanau oder durch die Münzenberger Erbschaft gelangte Altdorf an die Herren und Grafen von Hanau. Es gehörte damit zum Amt Babenhausen der Herrschaft Hanau, später Grafschaft Hanau, folgend der Grafschaft Hanau-Lichtenberg. 1452 gaben die Grafen von Hanau Altdorf an Ewald von Düdelsheim zu Lehen. 1528 ist der Landgraf von Hessen Lehnsinhaber. Bei der Landesteilung der Grafschaft Hanau 1458 fiel Altdorf an die Grafschaft Hanau-Lichtenberg.
Altdorf wurde im Dreißigjährigen Krieg 1622 zerstört und 1635 wurden die verbliebenen Einwohner durch eine Pest weiter dezimiert. Das Dorf wurde nicht wieder aufgebaut. Seine Gemarkung ging in Babenhausen auf. Um 1770 wurde im Bereich der Wüstung der Altdorfer Hof als Einzelgehöft errichtet.

## Historische Namensformen
In den historischen Dokumenten ist der Ort im Laufe der Jahrhunderte unter wechselnden Ortsnamen belegt:
- Altorff (1176)
- Altdorf (1355)
- Altdorf (1357)
- Altorf (1377)
- Altorff (1383)
- Althorff (1412)
- Altorff (1451)
- Alttorf (1482)
- Aldorff (1552)
- Alttorff (1576)
- Altdorf (1624)

## Land- und Zentgericht Altdorf
Das Land- und Zentgericht Altdorf war ein von Hanau an die Herren von Groschlag vergebenes Lehen, das von diesen 1431 wieder an die Lehnsherren zurückgegeben wurde. Dem Gericht gehörten 12 Schöffen unter dem Vorsitz des Zentgrafen an.
Angewandt wurde das Stadtrecht von Frankfurt am Main, später das Solmser Landrecht. Oberhof war Frankfurt.
Der ursprüngliche Tagungsrhythmus ist nicht bekannt. Später fanden jährlich drei Sitzungsperioden statt. Die sachliche Zuständigkeit erstreckte sich auf die hohe, peinliche Gerichtsbarkeit, umfangreiche Streitigkeiten des Zivilrechts und Fälle der Sicherheit des Landes, des Eigentums, der Freiheit und der Ehre. Die örtliche Zuständigkeit erstreckte sich auf
- Altdorf
- Babenhausen
- Harpertshausen
- Harreshausen
- Hergershausen
- Hildenhausen
- Kleestadt, ab 1521
- Langenbrücken
- Langstadt, ab 1521
- Schaafheim
- Schlierbach
- Sickenhofen
- Zellhausen

Gerichtstage fanden ursprünglich unter einer Linde statt und alle rechtsfähigen Bewohner mussten anwesend sein. Später traf sich das Gericht in den Spielhäusern der beteiligten Ortschaften. Im 16. Jahrhundert wurde das Gericht durch den Landesherren in die Stadt Babenhausen verlegt, wobei die Stadt selbst nicht mehr in die örtliche Zuständigkeit des Gerichts fallen sollte. Es wurde zudem zum Teil mit städtischen Schöffen besetzt und war zuständig für die wichtigeren Verfahren. Kleinere Verfahren verhandelte das Stadtgericht von Babenhausen.

## Kirche
1374 wird ein eigener Pfarrer erwähnt, 1451 eine Kirche, die 1473 als „Pfarrkirche“ bezeichnet wird. Sie ist der Maria geweiht. Zum Pfarrbezirk gehörten Harreshausen, Langenbrücken, Langstadt und Hildenhausen. Selbst die Kirche in Babenhausen war nur eine Filiale von Altdorf. Das Kirchenpatronat lag bei denen von Rodenstein und war – zumindest 1473 – denen von Düdelsheim als Lehen übertragen. Kirchliche Mittelbehörde war das Archidiakonat St. Peter und Alexander in Aschaffenburg, Landkapitel Montat. Mit der Reformation in der Grafschaft Hanau-Lichtenberg wurde der Ort lutherisch.

## Wissenswert
An Altdorf erinnern heute in Babenhausen noch die Straßen Altdörfer Straße sowie die Flurbezeichnung Hinter der Altdörfer Kirche.